# Cale (Arkansas)
Pour les articles homonymes, voir Cale.
Cale est un village situé dans l’État américain de l'Arkansas, dans le comté de Nevada.